# هريري المقلوة
هريري المقلوة أو سوس المقلوة أو قرش شفنيني أو قيثارة البحر قوسية الفم أو ورنك طيني (الاسم العلمي: Rhina ancylostoma)، قرش وحيد الجنس والنوع من فصيلة سمك الإسفين. لم يتم حل تقاربها التطوري بالكامل، على الرغم من أنه قد يكون مرتبطًا بأسماك القيثارة الحقيقية والورنكية.يوجد هذا النوع النادر على نطاق واسع في المياه الساحلية الاستوائية في غرب منطقة المحيط الهادي الهندي، على أعماق تصل إلى 90 م (300 قدم). يتميز هريري المقلوة بشكل مميز في المظهر، وهو ذو جسم وسيع وسميك مع خطم مستدير وزعانف ظهرية وذيل كبيرة يشبه ذيل القرش. فمه بشكل خط متموج على شكل W، وهناك العديد من النتؤات الشائكة فوق رأسه وظهره. وظهره مبقع ببقع بيضاء والرمادية والمزرقة المائلة إلى البني، مع زوج من العلامات السوداء البارزة على الزعانف الصدرية. يمكن أن يصل طوله إلى 2.7 متر (8.9 قدم) ويزن 135 كجم (298 رطل).